# Чераул
Черау́л (рос. Чераул, башк. Сөрауыл) — село у складі Янаульського району Башкортостану, Росія. Входить до складу Первомайської сільської ради.
Населення — 121 особа (2010; 185 у 2002).
Національний склад:
- росіяни — 86 %